# Bangalaia schoudeteni
Bangalaia schoudeteni là một loài bọ cánh cứng trong họ Cerambycidae.